# Birger Gillner
Birger Vilhelm Felix Gillner, född den 6 maj 1892 i Jönköping, död den 1 april 1970 i Göteborg, var en svensk ämbetsman. Han var bror till Sigrid och Eric Gillner samt far till Vilhelm Gillner.
Giller avlade studentexamen 1910 och kansliexamen vid Uppsala universitet 1913. Han blev landskontorist i Jönköping 1916 samt länsbokhållare i Karlstad 1917 och i Göteborg 1921. Gillner var landskamrerare i Göteborgs och Bohus län 1934–1959. Han blev riddare av Vasaorden 1934 och av Nordstjärneorden 1940 samt kommendör av andra klassen av samma orden 1948 och kommendör av första klassen 1954. Gillner vilar på Örgryte gamla kyrkogård.